# Самба
Самбата (на португалски: samba, [ˈsɐ̃bɐ]) е бразилски музикален жанр и танцов стил, смятани за една от основните прояви на бразилската култура и национална идентичност и познати в целия свят като символ на Бразилия и Бразилския карнавал.
Той произлиза от характерния за североизточния щат Баия жанр самба ди рода, чиито корени са в традициите на Африка и най-вече на Ангола и Конго, пренесени в Бразилия чрез трафика на роби. Въпреки че съществуват множество разновидности на самба под формата на популярни ритми и регионални танци, първоначално самбата като музикален жанр е музикална проява на градската култура на Рио де Жанейро, столицата и най-голям град на Бразилската империя от XIX век.
Съвременната самба, развила се в началото на XX век, е предимно в ритъм 2/4, прекъсван от вокални хорове в ритъм на батукада, изпълняващи различни куплети от декларативни стихове. Традиционно самбата се изпълнява на струнни (кавакиню и други видове китари) и перкусионни инструменти, като тамбурим. Под влияние на музиката от Съединените щати, станала популярна след Втората световна война, започва използването и на духови инструменти, като тромбон, тромпет, флейта и кларинет.
Освен характерните ритми и размери, самбата се свързва и с цяла историческа култура от храни, танци, празненства, дрехи и картини. Анонимни художници, скулптори и дизайнери изработват костюмите, карнавалните платформи и коли и порталите на школите по самба. В Бразилия съществува и традиция на балната самба с множество стилове. В Бразилия на 2 декември се отбелязва Национален ден на самбата.
Самбата възниква като местен стил в югоизточна и североизточна Бразилия, по-специално в Рио де Жанейро, Сао Пауло, Салвадор и Ресифи, но придобива общонационално значение. Школи по самба, самба музиканти и карнавални организации има във всички части на страната, дори когато в даден регион преобладава друг фолклорен стил, като сертанежу в южните и югозападни щати.

## История
Произход
Първоначално понятието самба обхваща различни бразилски народни ритми и танци, възникнали от регионални форми на пренесения от Кабо Верде стил батуке, които са разпространени в цялата страна, но най-вече в щатите Баия, Мараняо, Минас Жерайс и Сао Пауло. Днес под самба се разбира преди всичко стилът, който се формира в края на 19-и и началото на 20-и век в градската среда на Рио де Жанейро. Там традиционният стил, пренесен от бившите роби, преселващи се главно от Баия, влиза в контакт и възприема елементи на градски стилове, като полка, машиши, лунду и шоти, и по този начин се формират вариантите самба кариока урбана и самба карнавалеско.

## Самба танци

### Карнавален танц
В Бразилия танцът е много популярен като ежегодно по време на карнавалите се организират състезания между отделните школи по самба. Характерно облекло са бикините, диадемата с много разноцветни пера и златисти или сребристи обувки на висок ток.
Изпълнява се от жени, по време на карнавалите, тъй като може да се танцува на място и не е необходим партньор.

### Бален танц
Самбата е включена в състава на латиноамериканските танци. Танцува на музика в такт 2/4 или 4/4. Основните движения се броят на „1“ и „2“. Като всеки салонен танц, самбата също се танцува с партньор. Салонната самба, както и другите танци много се е отдалечила от своите корени, както и от музиката и танца, които са и дали името си.

## Стилове
- Класическа
- Партидо алто (Partido alto)
- Пагоде (Pagode)
- Самба-енреду (Samba-enredo)
- Самба-батукада (Samba-Batucada)
- Самба-кансан (Samba-canção)
- Боса нова (Bossa nova)
- Самба реге (Samba reggae)
- Самба гафиейра (Samba de Gafieira)

Гафиейра
Този вид самба се развива от танца машише или така нареченото бразилско танго. Танцува се по двойки. Една от основните характеристики, наблюдавани в стила на тази самба е отношението на танцьора спрямо неговата партньорка с измама, защита, изненада, елегантност и ритъм.
В Бразилия се използва наименованието „маландро“ за определен тип мъже. Това е суетен мъж тип сваляч и мошеник. Те са облечени най-често в бял костюм с черно-бели обувки, с риза на черно-бели или червено-бели райета и бяла шапка тип Майкъл Джексън. Вътре в джоба, носи нож. Ръката е винаги в джоба на панталоните, държейки нож в готовност за атака. Ходи в права линия за да прикрие краката си, поради което походката му е поклащаща се, за да не загуби мъжествения си стил.
Докато танцува той защитава своята дама, така че тя да се покаже на него и на околните и в същото време я предпазва от другите мъже да не могат да се приближат до нея. Оттук идва и начина на танцуване с отворени ръце, като че ли готови за прегръдка. Основната стъпка на самба гафиейра е ганшо (в превод кука), която се използва за начало на една фигура или за да свърже различни стъпки.

## Инструменти
- Акустична китара/(7-струни китара)
- 4-струнен банджо („Samba-banjo“)
- Агого
- Бас китара
- Кавако (Cavaquinho)
- Куика/Kweeca
- Комплект барабани
- Ганза
- Гуиро
- Рипаникю (Repique-de-mão)
- Клавирни инструменти
- Пандейро
- Рипаникю
- Ring-repique (Repique de anel)
- Саксофони
- Малки барабани/Tarol
- Сурдо
- Тамборим
- Тантã
- Тромбон
- Тромпет
- Маракаси
- Малки барабани
- Тарол

## Самба изпълнители
- Адониран Барбоза (1912 – 1982) певец и композитор
- Alcione Nazaré, (1947-) певец
- Ари Баросо, (1903 – 1964) певец и композитор
- Нориел Вилела (? – 1974), бразилски певец, известен като „Тенора на самбата“
- Beth Carvalho, (1946-) певец
- Braguinha, (1907 – 2006) певец и композитор
- Кармен Миранда, (1909 – 1955) певица, танцьорка, актриса
- Картола, (1908 – 1980) певец и композитор
- Клара Нунес, (1943 – 1983) певец и композитор
- Едсон Рибейро, (1967-) музикант, футболист и композитор
- Елизет Кардосо, (1920 – 1990) певец
- Елза Соарес, (1937-) певец
- Фернанда Порто, (1965-) певец и композитор
- Jamelão, (1913 – 2008) певец
- Жоао Ногуейра, (1941 – 2000) певец и композитор
- Jorge Aragão, (1949-) певец и композитор
- Noel Rosa, (1910 – 1937) певец и композитор
- Paulinho da Viola, (1942-) певец и композитор
- Pixinguinha, (1897 – 1973) певец
- Grupo Revelação, (1991-) певец и композитор
- Seu Jorge, (1970-) певец и композитор
- Зека Пагодино, (1959-) певец и композитор